# Alair Vilar Fernandes de Melo
Alair Vilar Fernandes de Melo (* 5. Juni 1916 in Natal, Rio Grande do Norte, Brasilien; † 20. August 1999) war ein brasilianischer Geistlicher und römisch-katholischer Erzbischof von Natal.

## Leben
Alair Vilar Fernandes de Melo empfing nach dem Studium der Katholischen Theologie und Philosophie am 19. November 1939 das Sakrament der Priesterweihe.
Am 17. März 1970 ernannte ihn Papst Paul VI. zum ersten Bischof von Amargosa. Der Erzbischof von São Salvador da Bahia, Eugênio Kardinal de Araújo Sales, spendete ihm am 17. Mai desselben Jahres die Bischofsweihe; Mitkonsekratoren waren der Bischof von Caicó, Manuel Tavares de Araújo, und der Erzbischof von Natal, Nivaldo Monte.
Am 6. April 1988 ernannte ihn Papst Johannes Paul II. zum Erzbischof von Natal. Am 27. Oktober 1993 nahm Johannes Paul II. das von Juan José Iriarte aus Altersgründen vorgebrachte Rücktrittsgesuch an.